# 京都府後期高齢者医療広域連合
京都府後期高齢者医療広域連合（きょうとふこうきこうれいしゃいりょうこういきれんごう）は、高齢者の医療の確保に関する法律第48条の規定に基づいて京都府の後期高齢者医療制度を取り扱う自治体や京都府によって運営されている後期高齢者医療広域連合である。

## 沿革
- 2007年2月1日 - 高齢者の医療の確保に関する法律第48条に基づき京都府知事により京都府後期高齢者医療広域連合設立許可
- 2008年4月1日 - 後期高齢者医療制度開始

## 構成自治体
- 京都市
- 福知山市
- 舞鶴市
- 綾部市
- 宇治市
- 宮津市
- 亀岡市
- 城陽市
- 向日市
- 長岡京市
- 八幡市
- 京田辺市
- 京丹後市
- 南丹市
- 木津川市
- 大山崎町
- 久御山町
- 井手町
- 宇治田原町
- 笠置町
- 和束町
- 精華町
- 南山城村
- 京丹波町
- 伊根町
- 与謝野町